# Matthäus Bär

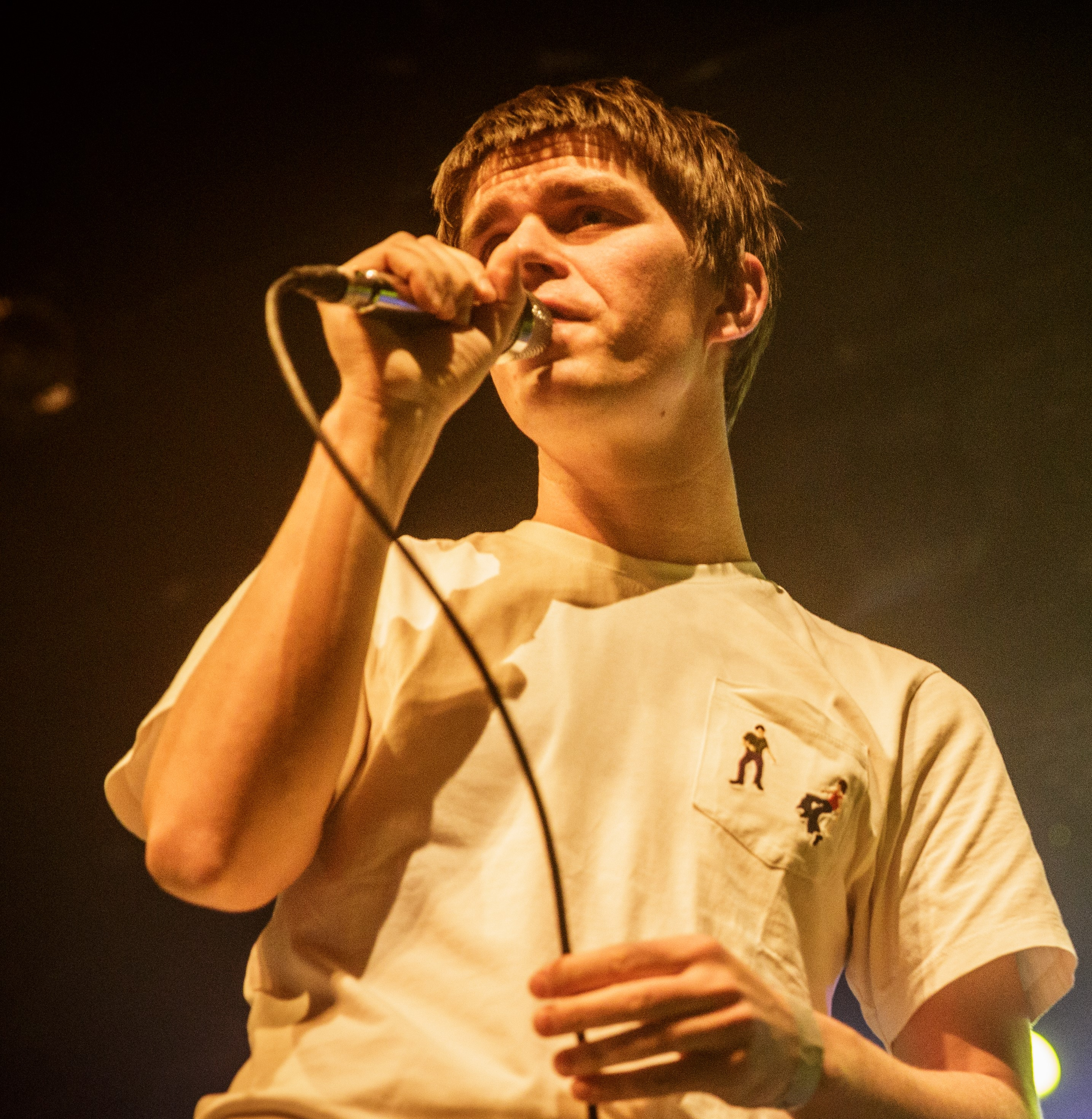
Matthäus Bär (2018)

Matthäus Bär, bürgerlicher Name Matthäus Prandstätter (* 1989 in Graz) ist ein österreichischer Songwriter und Autor mit dem Schwerpunkt auf Kinder- und Jugendliteratur.

## Leben
Matthäus Bär wuchs in Graz und Wien auf. Nach dem Studium der Musikwissenschaften an der Universität Wien folgten erste Veröffentlichungen mit seiner damaligen Indie-Pop-Formation The End Band, die unter anderem Airplay auf Radio FM4 erhielten. Zudem war die Band im März 2011 „FM4 Soundpark Act des Monats“.
Im Dezember 2013 folgte sein Solo-Debüt Matthäus Bär singt seine großen Kinderlieder. Das Album für Kinder wurde vom österreichischen Feuilleton wohlwollend rezensiert; zwei Auflagen waren in kurzer Zeit vergriffen. Von 2013 bis 2021 veröffentlichte Bär vier weitere familienmusikalische Alben sowie eine EP in Kollaboration mit der Gruppe Polkov. Das 2021 erschienene und mittels Crowdfunding finanzierte Album Best Of Bär war sein letztes Album für junge Hörer. Am 17. Dezember 2022 gab Bär ein Abschiedskonzert im WUK Wien.
Ende 2021 kündigte er an, sich zukünftig hauptsächlich kinderliterarischen Projekten zu widmen. Sein erzählerisches Debüt Drei Wasserschweine brennen durch erschien 2024 bei dtv. Bär publiziert zudem in regelmäßigen Abständen Tagebücher und Journale auf seiner Website und verfasst Beiträge für Zeitschriften und Magazine.
Bär lebt und arbeitet in Wien.

## Auszeichnungen
- 2019: Dixie-Preis für Kinderliteratur[12]
- 2020: Mira-Lobe-Stipendium für Kinder- und Jugendliteratur[13]
- 2022: Mira-Lobe-Stipendium für Kinder- und Jugendliteratur[14]
- 2022: Lobende Erwähnung beim Kinder- und Jugendliteraturpreis des Landes Steiermark[15]
- 2025: Österreichischer Kinder- und Jugendbuchpreis[16]

## Publikationen

### Bücher
- Elvis, Kate & Ziggy. Kleines Alphabet der Popmusik. Matthey & Melchior, Graz 2022, ISBN 978-3-903444-00-3.
- Drei Wasserschweine brennen durch. dtv, München 2024. ISBN 978-3-423-76487-2.
- Drei Wasserschweine wollen's wissen. dtv, München 2025. ISBN 978-3-423-76560-2.
- Die Kickflipbande. Rebellinnen auf Rollen. Karibu, München 2025. ISBN 978-3-96129-428-2.

### Kurzgeschichten
- Die Maus, der Rabe und der Koch. Kurzgeschichte. In: Papperlapapp Heft 19, Thema: Elektrizität. Papperlapapp Medienverlag, 2020, S. 19–31 (online)
- Die Ordnung der Dinge. Kurzgeschichte. In: Papperlapapp Heft 21, Thema: Chaos und Ordnung. Papperlapapp Medienverlag, 2021, S. 3–16 (online)
- Großer Spaß. Kurzgeschichte. In: Papperlapapp Heft 24, Thema: Wachsen. Papperlapapp Medienverlag, 2023, S. 17–29 (online)

## Diskografie

### Alben
- Babysounds. Mit The End Band (Zita Records; 2013)
- Matthäus Bär singt seine großen Kinderlieder (Zita Records; 2013)
- Stromgitarre, Schlagzeug, Bass (Phonotron; 2015)
- ZUCKER (Phonotron; 2018)
- Best Of Bär (Phonotron; 2021)

### EPs
- Let My Words Protect You. Mit The End Band (Zita Records; 2011)
- Nichts für Kinder. Matthäus Bär & Polkov (Phonotron; 2017)